# Muri (ort i Indien)
Muri är en ort i Indien.   Den ligger i delstaten Västbengalen, i den östra delen av landet, 1 000 km sydost om huvudstaden New Delhi. Muri ligger 262 meter över havet och antalet invånare är 12 656.
Terrängen runt Muri är platt österut, men västerut är den kuperad. Runt Muri är det tätbefolkat, med 397 invånare per kvadratkilometer. Närmaste större samhälle är Jhalida, 11,6 km öster om Muri. Trakten runt Muri består till största delen av jordbruksmark.